# Don Bosco (quartier de Rome)
Pour les articles homonymes, voir Jean Bosco et Don Bosco (homonymie).

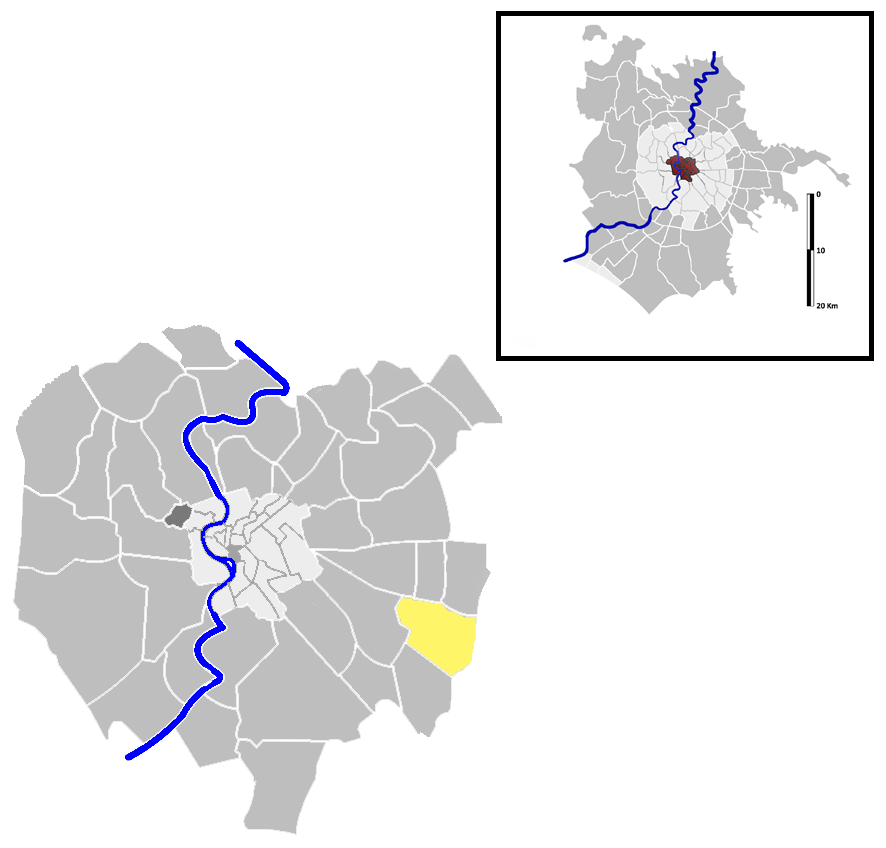
Localisation de Don Bosco sur la carte administrative de Rome.

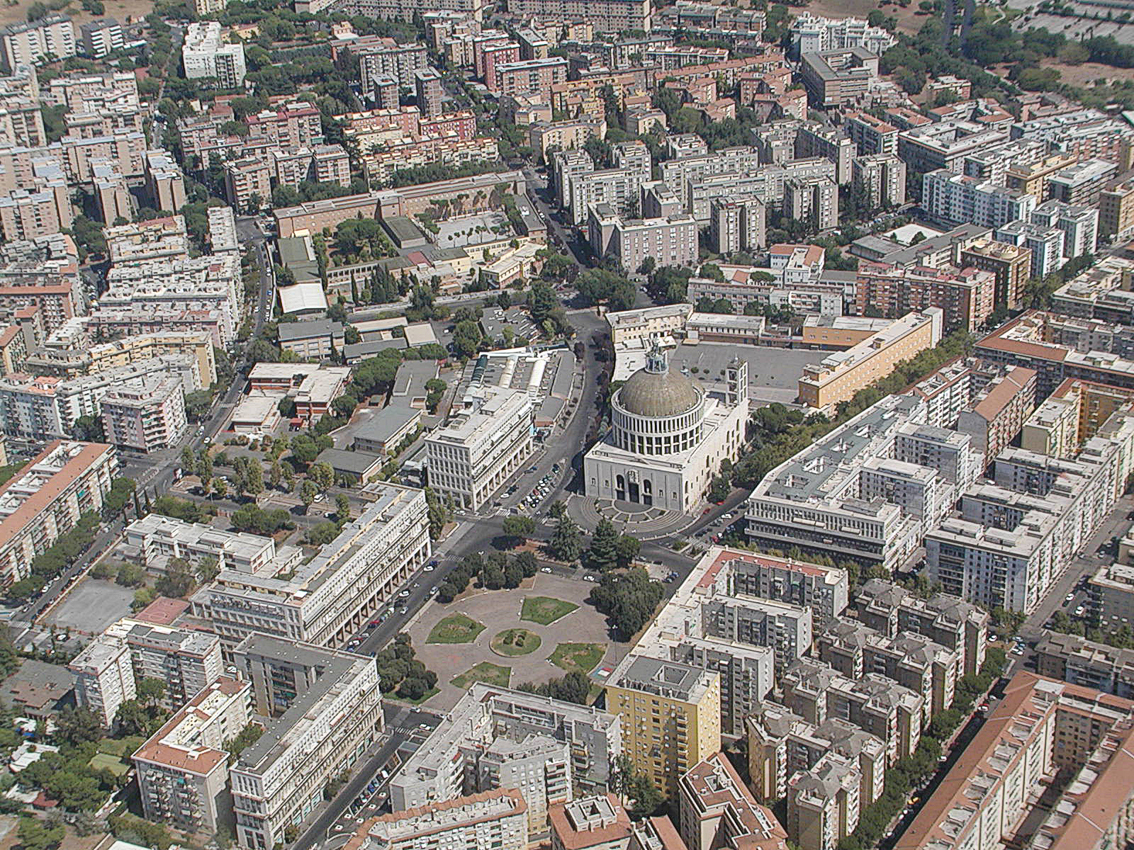
Vue aérienne du quartier entourant la basilique San Giovanni Bosco.

Don Bosco est un quartiere (quartier) situé au sud-est de Rome en Italie qui prend son nom de la basilique San Giovanni Bosco dédiée à Don Bosco, un prêtre qui se voua aux jeunes défavorisés au XIXe siècle. Il est désigné dans la nomenclature administrative par Q.XXIV et fait partie du Municipio V, Municipio VI et VII. Sa population est de 66 026 habitants répartis sur une superficie de 5,837 0 km2.
Il forme également une « zone urbanistique » désignée par le code 10.a, qui compte en 2010 : 54 175 habitants.

## Géographie
Le quartier est situé dans la partie est-sud-est de la ville de Rome, le long de la via Tuscolana.

## Historique
Entamée dans les années 1930, l'urbanisation s'intensifie à cet endroit après la Seconde Guerre mondiale. L'architecte Gaetano Rapisardi en conçoit les plans, ainsi que ceux de la basilique qui y est édifiée, dédiée à Don Bosco en 1957. Le quartier prend alors le nom de ce prêtre, éducateur et protecteur de l'enfance défavorisée.
Ce quartier de Rome est le centre du décor du film Mamma Roma (1962) de Pier Paolo Pasolini qui en décrit l'expansion à la fin des années 1950.

## Lieux particuliers
- Une partie des quartiers Don Bosco et Appio Claudio constituent le Cinecittà, vaste ensemble cinématographique composé de studios, de théâtres, et de divers immeubles servant de décors.
- Basilique San Giovanni Bosco, érigée en 1957 et dédiée à Don Bosco.
- Église San Gabriele dell'Addolorata, construite en 2007-2009 et dédiée à Gabriel de l'Addolorata.
- Église San Stanislao.
- Église Santa Maria Regina Mundi.
- Église Santa Maria Domenica Mazzarello.
- Église San Bonaventura da Bagnoregio.
- Le Forte Casilino, un des forts entourant Rome, a été construit de 1881 à 1882. Il est encore à usage militaire.